# 熱帶風暴巴里 (2025年)
熱帶風暴巴里（英語：Tropical Storm Barry）是一個生命週期短暫的熱帶氣旋，在墨西哥東南部造成嚴重洪災。作為2025年大西洋颶風季的第二個命名風暴，巴里於2025年6月28日從坎佩切灣上空的一個熱帶低壓發展而成。在形成前，巴里的前身擾動系統已在尤卡坦半島和貝里斯引發洪水。形成後，巴里略有增強並逼近墨西哥韋拉克魯斯州，最終在塔毛利帕斯州坦皮科附近登陸。風暴在墨西哥登陸後不久便減弱消散。
熱帶風暴巴里在墨西哥造成8人死亡，並導致至少597萬美元的經濟損失。其殘留水氣隨後在德州上空與東太平洋的熱帶殘留濕氣結合，系統的殘留濕氣是導致德州中部毀滅性洪災的主要因素之一。該洪災導致至少135人喪生。

## 氣象歷史
6月27日，尤卡坦半島上空形成了一個範圍廣闊的低壓區。隔日清晨，當該擾動系統進入坎佩切灣海域時，地表環流開始明顯增強；同時，其伴隨的陣雨及雷暴活動也逐漸呈現組織化的跡象。此時海面溫度達攝氏29度（華氏84度），十分有利於熱帶氣旋發展。在這樣的發展趨勢下，系統於當日下午增強為熱帶低氣壓，獲得熱帶氣旋編號02L。6月29日上午，該系統在墨西哥韋拉克魯斯州圖斯潘東南偏東方約140公里（90英里）處增強為熱帶風暴巴里。風暴隨後受墨西哥灣中部一個停滯的低至中層高壓脊所引導，向西北方向移動。因其所處的區域存在每小時40至48公里（25至30英里）的強烈垂直風切變，導致其強度發展受限。當天晚上，巴里在塔毛利帕斯州坦皮科以南登陸，隨後減弱為熱帶低氣壓。登陸後，巴里的低層環流在墨西哥東北部山區上空迅速消散。

## 準備措施及影響
| 國家   | 省份/地區        | 死亡人數 | 損失 (美元) |
| ------ | ---------------- | -------- | ----------- |
| 伯利茲 | –                | 0        | 未知        |
| 墨西哥 | 金塔納羅奧州     | 0        | $188萬      |
| 墨西哥 | 韋拉克魯斯州     | 2        | $26.8萬     |
| 墨西哥 | 塔毛利帕斯州     | 1        | $349萬      |
| 墨西哥 | 聖路易斯波托西州 | 5        | $33.3萬     |
| 總計   | 總計             | 8        | >$597萬     |

怡安集團估計此次災害造成的損失將超過100萬美元。

### 墨西哥
6月28日上午，受巴里前身低壓波影響，尤卡坦半島多個城市遭遇風暴侵襲，風速達每小時15至30公里（9.3至19英里）。當地錄得最高降雨量達428毫米（16.9英寸）。在切圖馬爾，有40條道路被沖毀，超過1萬公頃甘蔗田被毀 。該市排水系統完全飽和，逾240個家庭無家可歸。洪災造成的總損失估計達3,500萬墨西哥披索（約188萬美元）。
在巴里增強為熱帶低氣壓之際，美國國家颶風中心(NHC)立即對博卡德卡坦到特科魯特拉地區發布熱帶風暴警報。韋拉克魯斯州針對巴里提前發布洪水預警。在塔毛利帕斯州，由於洪水威脅導致超過5萬人處於危險之中，當地政府開設了100多個避難所。。巴里的逼近促使塔毛利帕斯州教育部提前結束2024-25學年並停課。氣象部門對韋拉克魯斯州北部發布黃色警報，南部則發布藍色警報 。該州宣布6月30日起51個市鎮全面停課。
在韋拉克魯斯州，多所學校受損並傳出停電災情。洛斯圖斯特拉斯地區降雨量超過370毫米（14.6英寸），造成12個市鎮受災、7戶民宅損毀。不過該州整體災情相對輕微，經濟損失總計500萬墨西哥披索（約26.8萬美元）。在維拉克魯茲市有車輛被巴里引發的巨浪捲入海中，造成2人不幸遇難。
在塔毛利帕斯州，暴雨和強風引發嚴重水患及災害。該州部分地區累積雨量達200毫米（7.87英吋）。坦皮科市有三處社區全面淹水 。塔梅西河暴漲潰堤，導致5,000戶家庭受災。市區內兩棵大樹倒塌，壓毀輸電線路與圍籬設施 。在維多利亞城，巴里的螺旋雨帶造成低窪地區街道嚴重積水。塔米亞華市一座行人天橋因暴雨沖刷而坍塌。至少有300公噸鹽製品遭洪水沖失，波及40餘戶鹽農生計。全州共13所學校校園淹水。交通部門統計，因道路封閉造成的損失將會非常巨大。超過330戶住宅遭洪水侵襲，多條州級及聯邦高速公路受損。道路損壞估計達6500萬墨西哥披索（約349萬美元），其中州級公路損失4000萬墨西哥披索（約215萬美元），聯邦公路損失2500萬墨西哥披索（約134萬美元）。多輛汽車泡水報廢。另有一名男子因座車遭暴漲的排水溝急流沖走而不幸罹難。
在聖路易斯波托西州，巴里的殘留系統導致溪流暴漲，造成街道淹水。而在聖瑪麗亞德里奧市（Santa María del Río），當地通報有多棵樹木倒塌。全州至少有七個市鎮回報災損情況。。水位上升至1.6公尺（5.25英尺），導致塔馬孫查萊市（Tamazunchale）洛馬波尼塔社區（Loma Bonita）逾400戶住宅與15輛車輛受損，其中超過100戶住宅嚴重毀壞。。而在阿克斯特拉-德泰拉薩斯市，更有超過1,500戶民宅遭洪水淹沒 。巴里的殘留系統也在瓦斯特卡地區引發洪水，湍急的水流將多輛汽車沖入水中。該州至少有5人罹難：其中3人乘坐沙灘車時被暴漲的河流沖走，另有1名未成年人乘車時遭遇河水暴漲不幸喪生。在普埃布拉州，不斷上漲的水位迫使居民撤離家園。街道積水導致車輛拋錨，救援人員不得不進行水上救援行動。政府已撥款620萬墨西哥披索（約33.3萬美元）用於支援風災後的復原工作。

### 其他地區
在伯利兹，巴里的前身系統造成基礎設施嚴重損毀，多棟鄉村民宅倒塌。雖未傳出人員傷亡，但山體滑坡災情頻傳，洪水波及超過20個社區，部分地區累積降雨量超過508毫米（20英吋），水位暴漲至少50公分（19.7英吋），創下18年來最高紀錄。災民被迫撤離遭洪水淹沒的家園，土石流更導致道路嚴重損壞。其中橘園鎮、科羅薩爾鎮和卡約區受創最為嚴重 。
儘管距離巴里相當遙遠，德州北帕德里島仍遭受間接影響。強陣風吹倒海灘遮陽棚與帳篷，同時帶來洶湧的海浪。數日後，風暴殘餘濕氣系統移入德州，引發連續多日雷暴天氣。主要地區降雨量統計：布朗斯維爾：4.75英吋（121公釐），哈靈根：3.55英吋（90公釐），麥卡倫：1.69英吋（43公釐）。

### 德州中部洪災

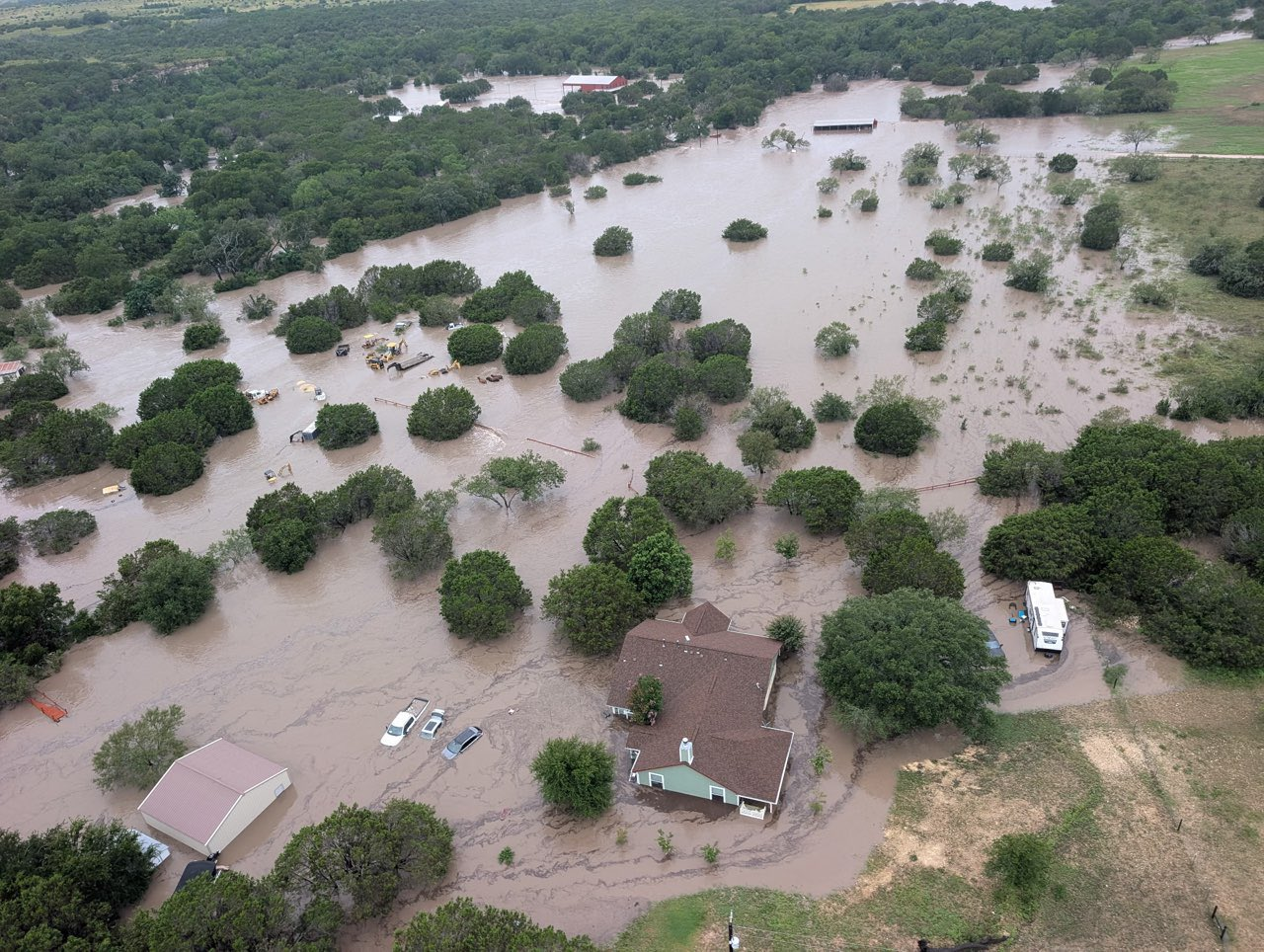
德州亨特鎮附近發生的嚴重洪災

巴里的殘餘中層環流與更廣闊且含有來自熱帶東太平洋的殘餘濕氣的中層槽結合。該系統引發的雷暴和暴雨在7月4日至5日期間導致德克薩斯州中部發生致命洪災。部分地區降雨量高達20.33英吋（516.4毫米）。瓜達盧佩河沿岸的突發性洪水造成至少135人死亡（克爾縣佔大多數）。

## 記錄
1. ↑  巴里與造成德州洪災的系統存在聯繫，洪災至少造成135人死亡